# 伊夫林省
伊夫林省（法語：Yvelines，法語發音：[ivlin] ⓘ）是法國法兰西岛大区所轄的省份。該省編號為78。
伊夫林省得名自伊夫林森林。境內以凡爾賽宮而聞名。